# Новопетрівські плавні
Новопетрі́вські пла́вні — ландшафтний заказник місцевого значення в Україні. Розташований на території Новоодеського району Миколаївської області, у межах Новопетрівської сільської ради.
Площа — 200 га. Статус надано згідно з рішенням Миколаївської обласної ради від № 11 від 12.03.1993 року задля охорони зональних угруповань формацій.
Заказник розташований на південній околиці села Новопетрівське, ділянка заплави на лівому березі річки Південний Буг та мілководної акваторії Південного Бугу.